# Mindennapi élet Mátyás király korában
A mindennapi élet Mátyás király korában a viszonylag békés középkori magyar fejlődés utolsó szakasza volt a mohácsi katasztrófa előtt. Az „igazságos Mátyás király” 1458. január 24. és 1490. április 6. közötti uralkodásának emlékét a magyar hagyomány az ország egyik virágkoraként őrizte meg. Ebben a korszakban az ország gazdaságilag és kulturális téren egyaránt jelentős fejlődésen ment keresztül, követte a nyugat-európai fejlődés fő áramlatait (reneszánsz, humanizmus), és az életszínvonal is emelkedett.
Az ország jelentős természeti erőforrásokkal, főleg művelésre alkalmas földdel és bányakincsekkel rendelkezett. Soknemzetiségű lakossága a külső háborúk ellenére alapvetően belső békében élt. Mátyás elsősorban külpolitikai törekvései miatt erőteljesen, a megelőző időszakhoz képest mintegy hétszeresére növelte az adóterheket, ami miatt kisebb lázadásokra is sor került. Végső soron azonban a magyar és a környező népek emlékezetében ez a korszak „boldog békeidőként” maradt fenn, elsősorban a későbbi időszak katasztrófái, a Dózsa György-féle parasztfelkelés és annak leverése, valamint a török hódítás miatt.

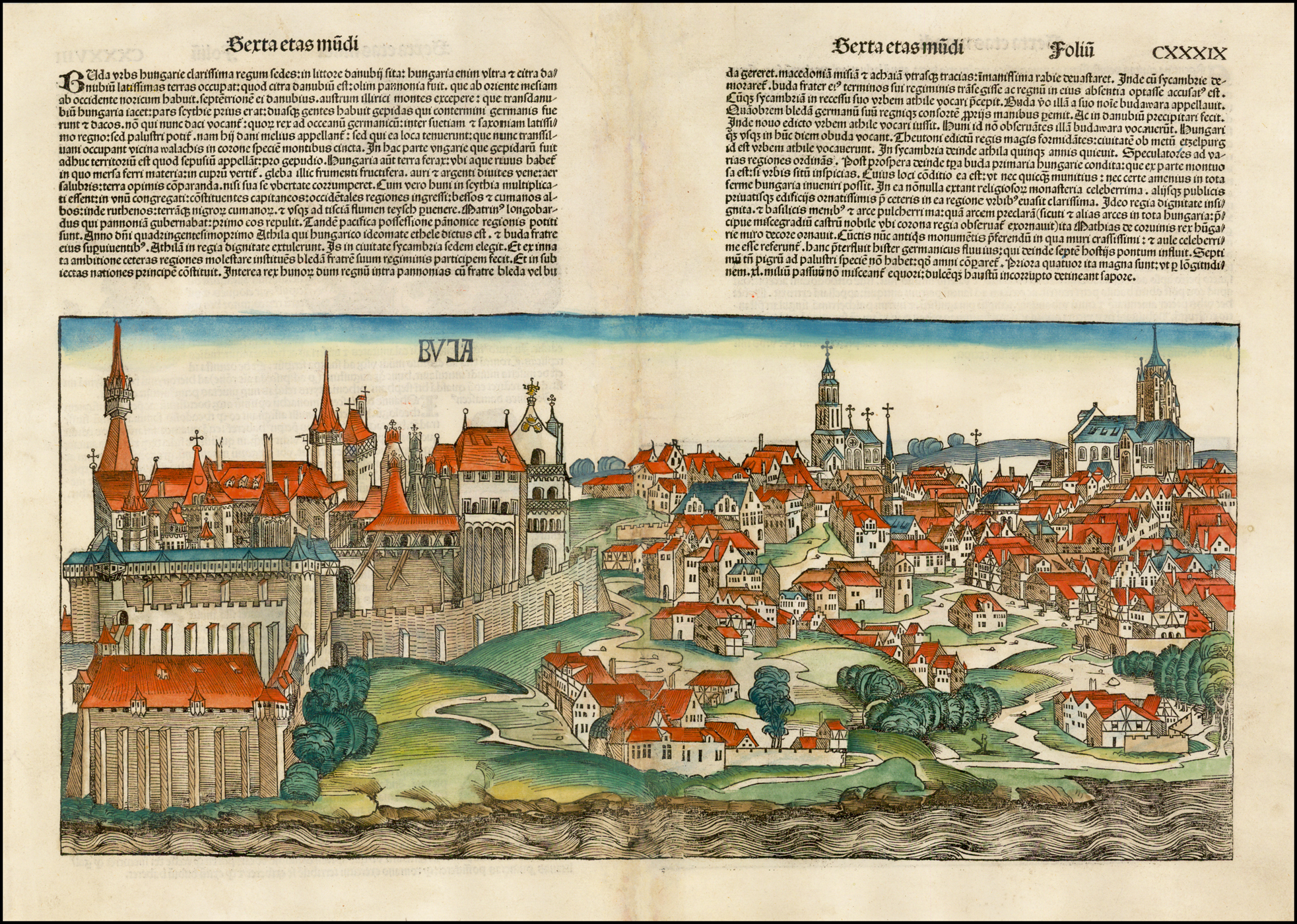
Buda látképe 1493-ból, a Nürnbergi krónika illusztrációja

## A korabeli Magyarország területe
Mátyás király hivatalos címe a következőképpen hangzott: „Mátyás, Isten kegyelméből Magyarország, Dalmácia, Horvátország, Ráma, Szerbia, Galícia, Kunország és Bulgária királya”. A kor szokásainak megfelelően ebben a címben olyan területek is szerepeltek, amelyeket elődei rövidebb-hosszabb időre meghódítottak, de hatalma már nem terjedt ki rájuk. Ráma, Szerbia, Galícia és Bulgária említése csak arra utal, hogy ezekről a területekről a Magyar Királyság nem mondott le. Horvátország és Szlavónia ténylegesen a Magyar Királysághoz tartozott, de Dalmácia ekkoriban már csak néhány magyar fennhatóságú szigetet jelentett.
Az ország határait a 15. század elején még nem lehetett pontos vonalakkal meghatározni a térképen. A gyepűrendszer kora lassan lejárt, de az Árpád-kori állapotok továbbra is érvényesültek: északon és keleten a Kárpátok, nyugaton a Lajta, míg délen a Dráva, a Száva és a Duna jelölte ki az ország területét. Magyarország a korszak Európájában jelentős államnak számított. Horvátországgal, Szlavóniával és a Száván túli bánságokkal együtt mintegy 350 ezer négyzetkilométer lehetett a területe. (De a közhiedelemmel ellentétben soha nem mosta a partját három tenger!)

## Lakosság, nemzetiségi összetétel

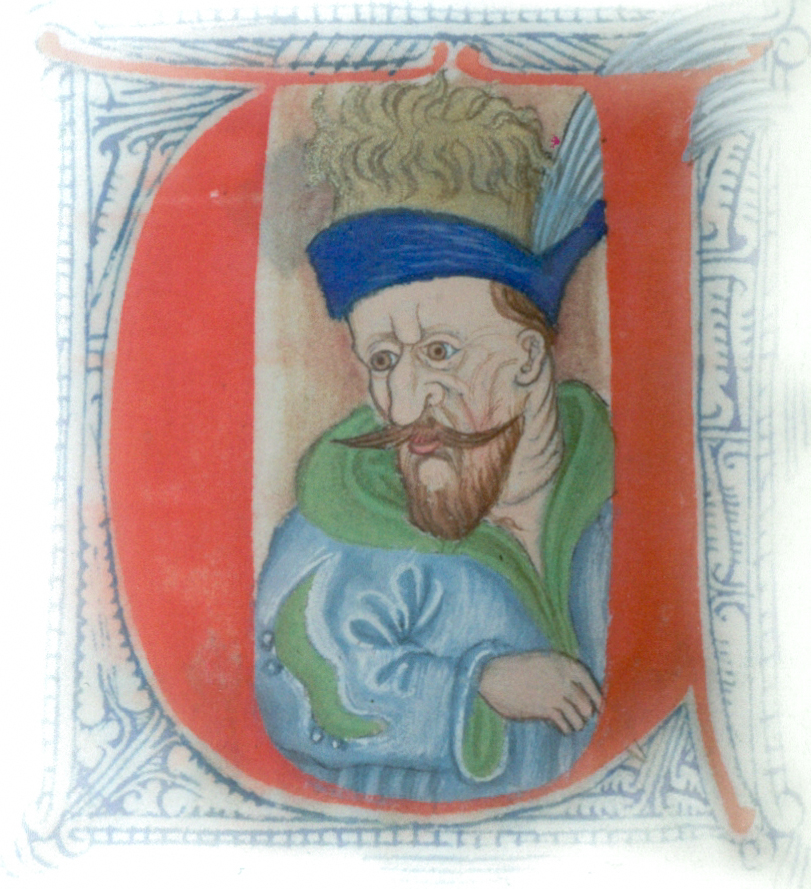
Magyar arctípus egy 15. századi egyházi kódexből

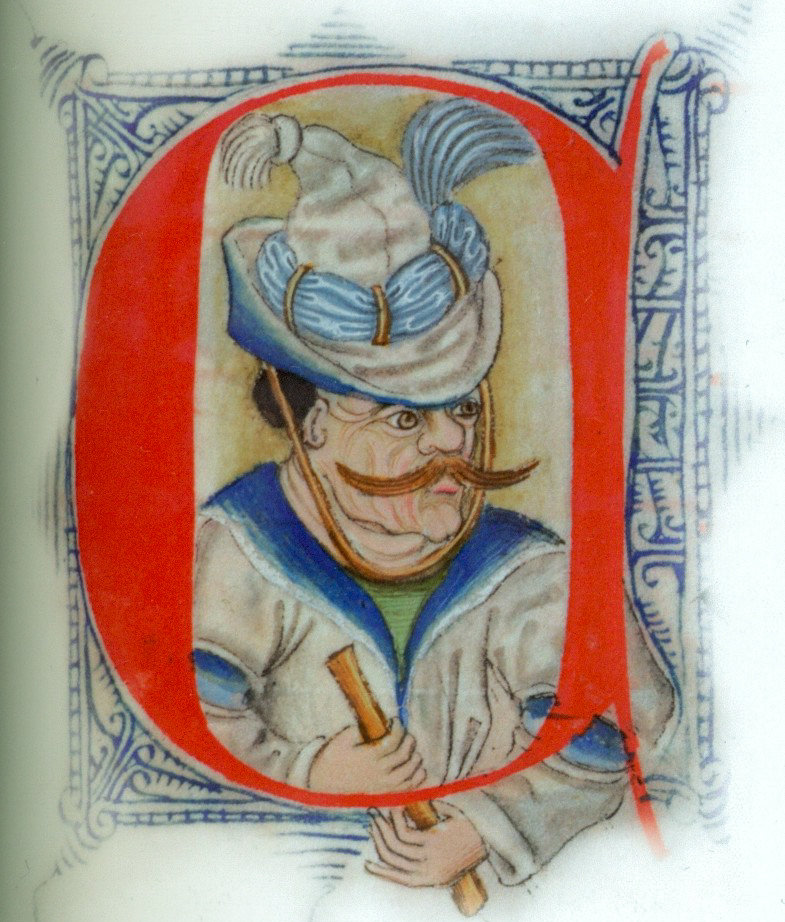
Magyar arctípus egy 15. századi egyházi kódexből

A lakosság létszámának meghatározása megfelelő adatok hiányában nehézségekbe ütközik. A széles körű történelmi kutatásokon alapuló legújabb eredmények is csak becslések maradhatnak; ezek szerint Magyarország népessége a 15. század végén Erdéllyel és Szlavóniával együtt 2 910 000 és 3 305 000 fő között lehetett. Az ország legsűrűbben lakott része a Dél-Dunántúl volt (Baranya vármegye 15 018, Somogy vármegye: 11 048, Tolna vármegye: 9978, Zala vármegye: 8816 porta). Ezt a régiót Valkó vármegye (8384), Bács vármegye (5196) és Temes vármegye (10 589) követhette.
A magyar királyság soknemzetiségű ország volt. A törökök elől a szerbek és a horvátok egyre nagyobb számban menekültek Magyarországra. Folytatódott a románok bevándorlása is, főleg Erdélybe. Észak-Magyarországra szláv betelepülők áramlottak. A felvidéki városok lakossága még döntően német volt, de a forrásokban egyre több magyar és szláv név is szerepel. Erdélyben a szászok és a magyarok adták a lakosság nagyobb részét. Nagyváradon olaszok, Eger környékén vallonok éltek jelentős számban (Kistálya, Nagytálya, Noszvaj).
A pápa magyarországi követe 1480-ban írt jelentésében Magyarország legfontosabb részének Erdélyt tartotta. Ennek egyik oka az volt, hogy a humanista történetírók szerint Erdélyt a rómaiak alapították. A nuncius a magyar nemeseket harciasnak tartotta, akik állandóan a fegyverforgatást gyakorolják, és ha nem zsákmányolhatnak ellenséges földön, egymástól vagy alacsonyabb rangúaktól rabolnak. Tékozlóknak, pompaszeretőknek jellemezte őket. Az itt élő németek szorgalmasak, kereskednek, kézművességgel és bányászattal foglalkoznak, fallal körülvett városokban laknak. A kunokat is megemlítette, akik ősi hitük szerint élnek. A Szerbiából és Szlavóniából beköltözött szlávok külön területeken kaptak letelepedési lehetőséget. A nagy számban érkezett cigányok kóborolnak, lopásból, csalásból élnek.
Rinaldo degli Albizzi firenzei követ 1426-ban a Magyarországon élő népeket a következők szerint sorolta fel: magyarok, németek, szlávok, vlahok (a nyelvük olyan, mint a római), rácok, franciák, csehek, lengyelek, görögök. Ők településeken élnek, de vannak vándoréletet élő népcsoportok is, mint a tatárok, kunok, jászok, örmények, cigányok. A városokban, főleg Budán, jelentős zsidó népesség is élt, akik főleg kereskedéssel, pénzváltással foglalkoztak. A városlakó zsidók királyi kamaraszolgáknak számítottak, az uralkodó védelme alatt álltak. A 15. század végén közel negyven településen említenek zsidó közösségeket, létszámuk összesen húszezer alatt maradhatott. Vezetőjük a „zsidóbíró” volt, Mátyás alatt országos zsidóprefektúrát is szerveztek. A leghíresebb zsidó származású főnemes Ernuszt János kincstartó volt, a budai kereskedőből lett magyar arisztokrata. Később, a Jagelló-korban nem annyira vallásuk, mint vagyoni helyzetük miatt támadták őket. 1525-ben például Budán feldúlták Szerencsés Imre házát.

## A társadalom szerkezete

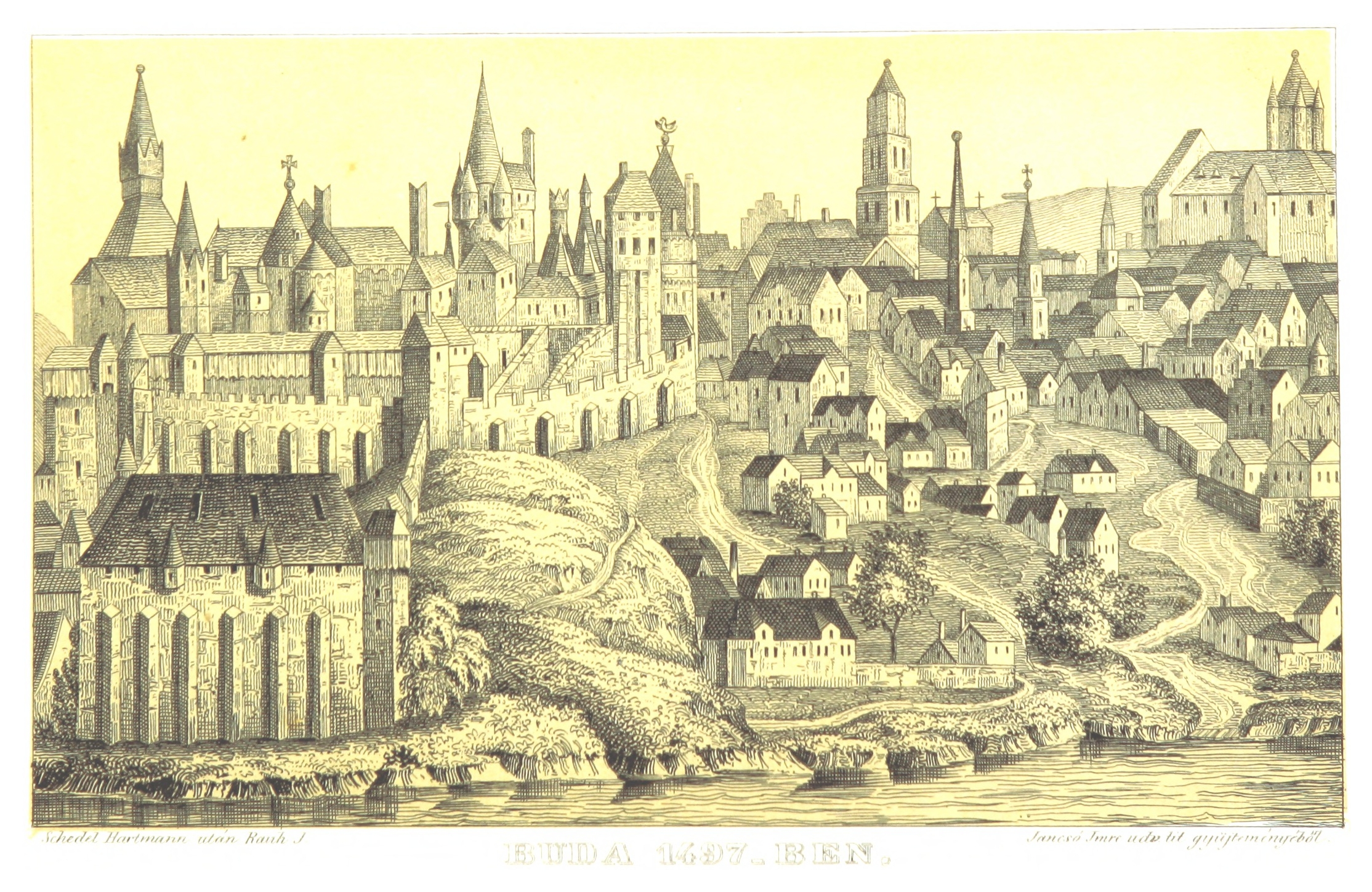
Buda látképe 1497 körül

A társadalmi piramis csúcsán a király állt, de nem korlátlan hatalommal. Választott király lévén különösen szüksége volt az ügyes politizálásra a nagyúri frakciókkal szemben, illetve szövetségben. Mátyás intenzíven élt lehetőségeivel, gyakran cserélgette hivatalnokait, tisztségviselőit, birtokokat adományozott és kobozott el. A kor erkölcsével nem állt ellentétben a hűség ilyetén módon történő megvásárlása, sőt az sem, hogy a király gyermeket, felesége unokaöccsét, a nyolcéves Estei Hippolitot nevezte ki esztergomi érsekké. A társadalom mindennapi életére leginkább a szigorú adóztatás gyakorolt hatást, cserében viszont az ország lakossága túlnyomórészt békében élhetett.
A társadalom vezető rétegét a nagybirtokosok és a főpapok alkották. Az e korban nagy fontosságú várak mintegy fele volt a báróknak vagy mágnásoknak is nevezett nagybirtokosok tulajdonában, tizede pedig a főpapokéban. Az egyház helyzetét azonban erősítette a nekik járó tized, valamint a vallás integráló szerepe is.
A társadalom alapját a földműves jobbágyok alkották, felettük a nemesek helyezkedtek el, akik a jobbágyok által megművelt birtokból éltek. A jobbágyok a föld fejében földbérrel (terragium), terményjáradékkal és munkajáradékkal (robot) tartoztak. A magyar nemesség döntő része semmiféle más gazdasági tevékenységet nem végzett, mint maximum a birtok igazgatása, aminek a jövedelmét felélték. A nagybirtokosok familiárisokat, nemeseket vagy közrendűeket is megfizettek, akik a környezetükben éltek, és szükség esetén katonailag vagy politikailag támogatták urukat, illetve a bárók különböző tisztségeivel járó tényleges hivatali vagy szervező munkát alvajdaként, vicebánként helyettük elvégezték. Ha tehették, a familiárisok is alkalmaztak másokat hasonló formában.
Az egyházi birtokon a tized kényelmes bevételi forrásnak számított. Helyenként az egyházi birtokosok még ennek beszedésével sem maguk foglalkoztak, hanem kiadták bérletbe nemeseknek vagy városi polgároknak, akik kifizették a meghatározott összeget, majd saját maguknak beszedték az egyházi adót.
A magyarországi városi és mezővárosi polgárság bevételei is elsősorban a földből származtak, a kereskedelem és a céhes ipar erősen háttérbe szorult. A városokban és a nagyobb birtokokon ekkor már napszámosok is dolgoztak, akik a bevándorló szegények, nincstelen zsellérek közül kerültek ki. Napi bérük 5–9 dénár körül mozgott, azaz 20 napszám felelt meg egy aranyforintnak, egy ökör átlagos árának. A falvakban kézművesek, kovácsok, szabók, cipészek is dolgoztak.
A szellemi foglalkozásúak (jegyzők, tanárok, írnokok) általában a familiaritás rendszerében helyezkedtek el a király, valamelyik báró vagy alacsonyabb rangú nemes szolgálatában, ezért ez nem tekinthető még valódi munkaviszonynak.

### A társadalmi mobilitás
A társadalmi mobilitás Mátyás idején javult Magyarországon. Ennek eklatáns példái a jobbágyszármazású Bakócz Tamás, aki a püspökségig vitte, még a pápai címre is esélyes volt, és Kinizsi Pál, aki szintén nagyon egyszerű sorból származva lett korának legjelentősebb hadvezére. Vitéz János, Ernuszt János is azok közé tartozik, akiket a régi uralkodói réteggel szemben jutottak hatalomhoz. Különösen uralkodása második felében törekedett az alacsonyabb származású, tehetséges embereknek képességeikhez méltó lehetőséget adni. 1471 után az országos méltóságot viselők 52,6% származott a régi bárói családokból, 47,4% Mátyás új arisztokráciájából.

## Vallás
A 15. század második felének reneszánsz pápái elvilágiasodottak voltak. Az egyház külső és belső romlottságának gátat vetni nem tudtak és nem is akartak. A középkori egyház romlottságával függött össze, hogy sokan külső és gépies módon keresték az üdvösséget. Az evangéliummal nem kellőképpen szolgáló egyház tagjai ott kerestek vallásos vigasztalást, ahol találtak.
Ilyen volt az érdemszerző "jó cselekedetek" előtérbe kerülése. Az itáliai származású hitszónok és inkvizítor, Kapisztrán János a jó cselekedetet, mint a törököktől és a huszitáktól megszabadító eszközt ajánlotta. Temesvári Pelbárt ferences szerzetes különösen a Mária-kultusznak volt lelkes híve és terjesztője.

### A nép
A legnagyobb összetartó erőt a mise jelentette. A vasárnapi istentiszteleten gyakorlatilag mindenki megjelent, a fontosabb közösségi ügyeket is itt lehetett megvitatni. A latin nyelvű misén bizonyos részeket a hallgatóság anyanyelvén mondtak el.
Egy ügy irataiból kitűnik, hogy a hívek rendszeresen jártak misére és zsolozsmára; gyóntak, áldoztak. A kötelező adományok mellett (tized) papjaikat is bőkezűen eltartották. Gyermekeik a plébánia kezelésében lévő iskolában tanultak alapfokon. A templomnak volt gondnoka is, aki felügyelt a vagyonra.
A népvallási kegyesség Jézus Krisztusban az utolsó ítéletre megjelenő bírót látta, de a kegyelmet Máriánál és a szenteknél kereste. A Mária-kultusz és vele a szentek és angyalok tisztelete egyre magasabb fokra emelkedett.
Virágzott az ereklyekultusz és a csodatevő ereklyék nagy megbecsülésben álltak. 1502-es adat szerint csak a székesfehérvári Nagyboldogasszony-bazilika oltárán kb. hatvan ereklyetartó volt. Az európai országokhoz hasonlóan Magyarországon is számos templom vagy apátság ereklyéje vonzotta a zarándokokat. Módosabb magánemberek is hozzájuthattak apróbb ereklyékhez.

### A papság
A püspökökön kívül a kanonokok és főleg a városokban, mezővárosokban működő plébánosok – mivel gazdag javadalmak felett rendelkeztek – anyagilag jól el voltak látva. Velük szemben a szegény falusi papok és a kisegítő papok anyaga helyzete azonban siralmas volt.
A szerzetesek nem minden esetben tartották be vallásuk előírásait, és kocsmáztak is. Ezt még elnézték nekik, de előfordult az is, hogy nem a kolostorukban, hanem a kocsmában "mondták a misét". Egyesek annyira berúgtak, hogy alig találtak vissza a kolostorukba.
Feljegyzések szerint pl. 1517-ben a körmendi ágostonos szerzetesek ellen Bakócz Tamás esztergomi érsek vizsgálatot indított, mert a hívek elégedetlenek voltak velük túlzott alkoholfogyasztásuk, botrányos „nőügyeik” miatt. Végül el kellett hagyniuk kolostorukat, helyükre obszerváns ferencesek kerültek.
Bár az átlagember figyelembe vette az egyházi és vallási előírásokat, a papságnál a "barátnők" tartása sem volt ritka jelenség. 16. századi adatok alapján például az esztergomi egyházmegyében az alsópapság nagy része megosztotta az ágyát valakivel.
A főpapság, illetve a papság felsőbb körei is inkább világi, mint egyházi életet éltek. A püspökök tagjai voltak a királyi tanácsnak és bíróságnak. A kamaraigazgatók is a püspökök közül kerültek ki Mátyás idején. A legfontosabb kormányzási szervnek, a kancelláriának a vezetője minden esetben főpap volt.
A püspökök nemcsak a feudális állam igazgatásában vettek részt, hanem az ország fegyveres védelmében is. Számtalan törvény és királyi rendelet tette lehetővé, hogy a főpapok a saját költségükön, jövedelmük nagyságának arányában egy-egy bandériumot állítsanak ki.
Mátyás idejében Magyarországnak tizenkét annyira "zsíros püspöksége" volt, hogy mind a katonaságuk számát, mind jövedelmük nagyságát és terményeik bőségét tekintve a főurakéhoz lehetett csak mérni. Főuraknak is számítottak; nagy és fényes udvartartásuk volt.

## Ünnepek, naptár, óra
Az ünnepek ebben a korban csaknem mind egyházi jellegűek voltak. A legfontosabbak a karácsony, a húsvét, pünkösd, az úrnapja és a helyi templom védőszentjének ünnepe voltak. Emellett több mint ötven jeles napról emlékeztek meg, amelyeket a tartományi zsinatok határoztak meg.
A dátumokat nem annyira a naptári évhez, hanem egy jeles eseményhez (például koronázás) kapcsolták. A napokat a szentek ünnepei alapján adták meg. Ezekhez kapcsolták a beszolgáltatások idejét és a bírósági határnapokat is.
A múló órák követésében ekkor még az antik módszert folytatták, a nappalt és az éjszakát 12-12 kánoni órára osztották fel, amelyek hossza az évszak szerint változott. A mechanikus órák megjelenésével kezdték a napot 24 egyforma hosszú órára osztani. Megjelentek a napórák helyett a mechanikus toronyórák is, kezdetben például Bártfán, Besztercebányán, Pozsonyban és Sopronban. Továbbra is használtak még homok- és vízórákat.

## Gazdasági élet

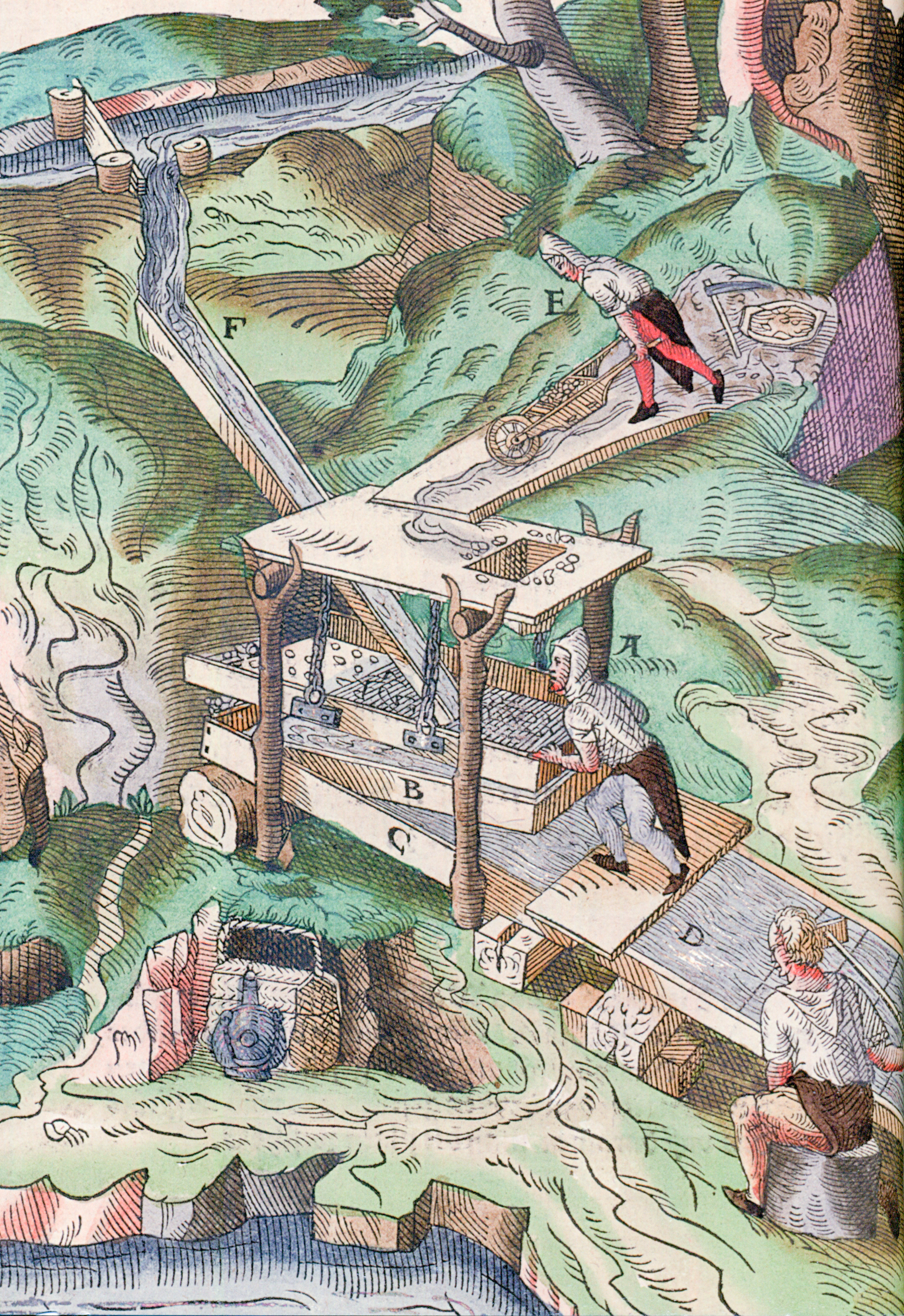
Aranybányászat Magyarországon

### Állami bevételek
A királyi kincstár bevétele Mátyás uralkodása idején évente 500-750 ezer forint között lehetett. Az uralkodó kül- és belpolitikai céljai elérésének érdekében energikusan igyekezett adóbevételeinek növelésére, stabilizálására, de ennek ellenére a jövedelmek rendszertelenül érkeztek be a kincstárba. Az éves bevétel maximuma 900 ezer forint körül lehetett. Európai összehasonlításban ez nem volt sok, hiszen például a francia kincstár bevételei ekkoriban 1 365 000 és 3 345 000 között voltak, Velence pedig 1464-ben 1 020 800 dukát bevételt könyvelhetett el. (A dukát értéke majdnem azonos értékű volt a magyar forinttal.) II. Mehmed oszmán szultán bevételei 1475-ben 1 800 000 dukátot értek el.
A magyar király bevételei a hadsereg fenntartására is csak szűkösen voltak elegendők. Egy zsoldos lovas katona havi bére 3, egy gyalogosé 2 forint volt, azaz a tízezer lovasból és ötezer gyalogosból álló hadsereg évi zsoldja összesen 480 ezer forintot tett ki, ami elvitte a költségvetés nagyobbik felét. Ezért az uralkodó – hasonlóan a legtöbb európai országhoz – állandó pénzhiánnyal küzdött.
A kincstár bevételeinek alapját a jobbágyok befizetései jelentették, aminek fő formái az adó, a robot, tized (dézsma), kilenced, ajándék voltak. A király állandóan törekedett a bevételek emelésére, ezért az adók nevét időnként megváltoztatták, hogy a korábban bizonyos adók alól nyújtott mentességek érvényüket veszítsék. 1467-ben megváltoztatták az adószedés rendszerét abban a tekintetben is, hogy már nem portánként, hanem családonként kellett fizetni, így az együtt élő családok nem élvezhettek könnyebbséget. Eltörölték az erdélyi jobbágyok 1366 óta érvényes adómentességét is, ami közvetlenül vezetett az erdélyi lázadáshoz.
Átalakították a külkereskedelmi vámot, a harmincadot (tricesima) is: koronavámnak (vectigalia coronae) nevezték el, és itt is eltörölték a korábbi kiváltságokat. Minden országgyűlésen megígérték, hogy rendkívüli adót nem szednek be, de aztán a valóságban különböző rendkívüli okokra hivatkozva évente kétszer-háromszor mégis rendkívüli adót vetettek ki.
Egészében véve az állami adók Mátyás uralkodása alatt éves átlagban a korábbi időszak adójának mintegy a hétszeresére, 660%-kal emelkedtek, ami súlyos társadalmi következményekkel járt. A parasztporták száma a Zsigmond korabeli 400 ezerről csaknem a harmadára zuhant. Az üresen maradt jobbágytelkek egy része nem maradt műveletlen, csak nem lakott rajta senki, csupán dolgozni jártak oda. Így az államnak nem fizettek adót, csak a földesúrnak kellett megadni a bérleti díjat.

### Mezőgazdaság
Az ország gazdaságának alapját a hatalmas, termékeny földterületek jelentették. Az itt megforduló külföldiek, például Pierre Choque 1502-ben, 12 évvel Mátyás halála után, beszámoltak arról, hogy Magyarország nagy alföldjein bőven terem a gabona. A 14. században bekövetkezett időjárásváltozás, a kis jégkorszak Magyarországon a hideg telek mellett elsősorban a nyári csapadék növekedésében nyilvánult meg, ami jót tett a termésnek, a legelők több állatot tudtak eltartani. Az Alföldön a lakosság az év nagy részében a Tisza áradásai következtében hatalmas vízterületekkel élt együtt. Jelentős volt a halászat; az ország leghíresebb hala a viza volt. A gabona mellett például dinnyét és tököt termesztettek számos változatban. Télen feltöltötték a jégvermeket a nyári hűtési célokra. A földművelés mellett jelentős volt a vadászat is. A fő zsákmányállatok a fácán, a fogoly, a rigó és a fajd voltak, a külföldön nagyra becsült szalonkát nem is vadászták. Az erdők bőségesen adtak tűzifát. Fontos volt a méztermelés, cukrot még nem használtak.

#### Állattenyésztés
A bányakincsek és a bor mellett Magyarország legismertebb exportterméke a szürkemarha volt, de birkát is nagy mennyiségben exportáltak. Herberstein Zsigmond, a jeles humanista, osztrák diplomata leírása szerint a 15. század végén, a 16. század elején Magyarországon óriási bőségben tenyésztettek marhát, lovat, juhot, kecskét, és ezek nagy részét a környező államok mellett távoli külföldre is elhajtották. Herberstein szerint egyedül a Bécs felé vezető úton évente 80 ezer marhát tereltek, nagyrészt távolabbi célok irányába. Más források más számokat adnak meg, Oláh Miklós szerint a Bécsben évenként kétszer tartott marhavásárra esetenként mintegy harmincezer állatot vittek ki, és még legalább ennyit Itáliába és Morvaországba. A szürkemarha legnagyobb átvevőjének Velence számított. Az állatkereskedelemnek stratégiai jelentősége is volt, Mátyás király például az osztrák háborúk idején azonnal leállíttatta az exportot.

### Bányászat

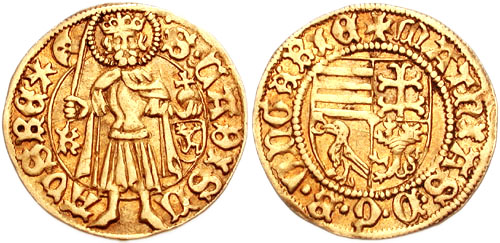
Mátyás király Körmöcbányán vert aranyforintja az 1467-es pénzreform előtt

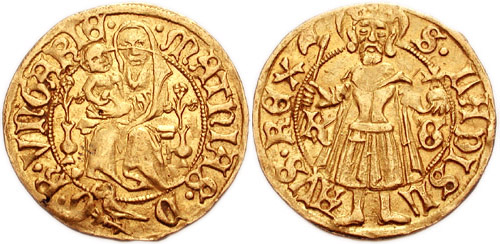
Mátyás pénzének állandó értékét az állandó éremkép is nyomatékosította. A pénzügyi reformot követően az aranyforintok előlapjára a korábbi címer helyett az ország védőszentje, a Patrona Hungariae került – amely egészen 1939-ig állandósult a magyar pénzverésben – az érem hátlapján pedig a hagyományos Szent László ábrázolás maradt

Ebben a korban Magyarország aranybányászata az akkor ismert világ – főleg Európa és Afrika bizonyos részei – termelésének közel egyharmadát adta, az évi kitermelés elérte a másfél tonnát. Az ezüstbányászat is jelentős volt. Ebből az ércből Csehországban és Szászországban is jelentős mennyiségben hoztak a felszínre, ennek ellenére az európai ezüst negyede Magyarországról származott. Az élelmiszerek tartósításához is feltétlen szükséges sóból sokat bányásztak Erdélyben, valamint tengeri sót is szállítottak az országba az Adriáról.

### Kereskedelem
A megtermelt mezőgazdasági termények és kézműipari cikkek nagyrészt a vásárokon cseréltek gazdát. Az élelmiszerek nagy része nem került forgalomba, hanem a parasztok, illetve főleg uraik, a nemesek élték fel azt. A városi és falusi kézművesek a vásárok mellett természetesen szívesen látták a műhelyükbe látogató vásárlókat is. A külföldi áruk közül leginkább a luxuscikkek, ékszerek, értékesebb fegyverek, ruha, könyv, különleges fajtájú ló került a kereskedelmi forgalomba.

### Hírközlés
Postaszolgálat ekkoriban még nem létezett. Időnként, például Debrecenben 1478-ban és 1512-ben a mészárosok kaptak kiváltságot arra, hogy postát továbbíthattak, mert ők gyakran voltak úton kereskedelmi céllal. Az urak általában saját futárral továbbították üzeneteiket. Külföldre a hírek továbbítását elsősorban a követségek tagjai és a kereskedők végezték.
Gyakran és meglepően gyorsan terjedtek a szóbeli hírek is, de ezek ellenőrzése nagy nehézségekbe ütközött. Sok esetben előfordult, hogy az ország elleni nagy támadásról terjedtek el rémhírek, pedig mondjuk csak egy kisebb török csapat tört be az országba fosztogatás céljából. A hírvivők napi 20–25, kedvező körülmények között 35–40 kilométert tudtak megtenni naponta. A Velencei Köztársaság fennmaradt irataiból kiderül, hogy Budáról Velencébe 2–3 hétre volt szükség a levelek megérkezéséhez.

### Közlekedés

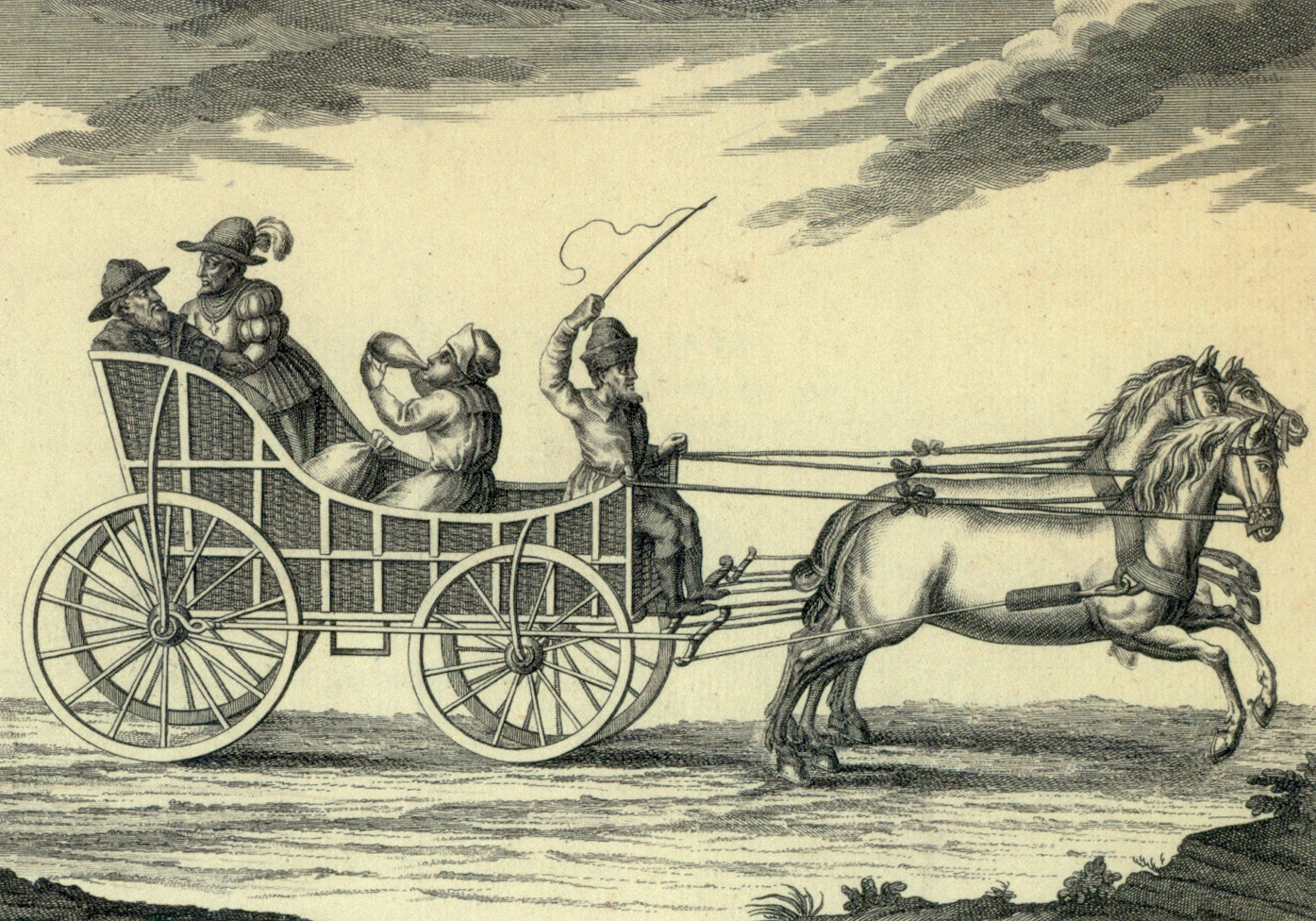
A magyar kocsi első ismert hiteles ábrázolása

A lakosság nagy része, a parasztság szinte soha nem hagyta el a lakóhelyét, más részük azonban foglalkozása miatt rendszeresen utazott. A király és kísérete rendszeresen járta az országot; a nemesek gyakran vonultak hadba, illetve gyűléseken vettek részt. A kereskedők vásárokra jártak, a hívők a templomokba vagy időnként távolabbi zarándoklatokra indultak.
A magyarországi utak rendkívül rossz állapotban voltak, a külföldi követek egybehangzó feljegyzései szerint szinte járhatatlanok voltak. A jobb utak a római korból megmaradt alapokon kaviccsal vagy mésszel voltak megerősítve; ezeket öttevénynek nevezték. A földesúri birtokokon áthaladva gyakran útpénzt és hídvámot is kellett fizetni.
A legfontosabb útvonal a Budát Béccsel összekötő országút volt. A magyar kocsi ekkoriban vált nemzetközileg is ismertté. A Magyarországon járó utazók legtöbbje megemlékezik erről a járműről. A firenzei követ szerint a négykerekű kocsival a Bécs–Buda-távolságot egy nap és egy éjszaka alatt lehet megtenni. Lovakat nyáron egyszer, télen kétszer váltottak. Ez rendkívül gyors utazásnak számított.
Az utazáshoz ekkoriban is kellett egyfajta „útlevél”. Ezt akkor salvus conductusnak („menlevél”) hívták, és nem országokra szólt, hanem az adott nagybirtokra, amelynek a tulajdonosától kellett kérni.
A legtöbbet utazók nagyrészt kereskedők, zarándokok, katonák, diplomaták voltak. A magyarországi zarándokok leginkább Rómába, Aachenbe utaztak, de eljutottak Santiago de Compostelába és a Szentföldre is. Ezek az utazások jelentős összegbe kerültek és sok veszéllyel jártak, ezért leginkább csak elszánt és tehetős emberek indultak útnak.

### Pénzrendszer
A Mátyást megválasztó gyűlésen új pénz verését is elrendelték. Az árfolyam 1 aranyforint = 200 ezüstdénár = 400 obulus volt. 1462-ben rontották az ezüstpénzek pénzlábát, már csak 300 dénár vagy 600 obulus ért egy aranyforintot. 1463-ban az 1 aranyforint = 100 dénár = 200 obulus arányt vezették be. A pénzpiacon jelen volt a garas is, ami húsz aranyforintnak felelt meg. Ezzel közel ötven évre állandósult az aranyforint-dénár árfolyam, és a kincstár a pénzkibocsátás szabályozásával is elősegítette a gazdaság stabilitását. A reform eredményeként az 1470-es években 10%-ról 4–5%-ra csökkentek a kamatok. Egyre határozottabban elváltak az exporttal (főleg belföldi kereskedők) és az importtal (főleg külföldiek) foglalkozó gazdasági szereplők. Az állatkivitelből a mezővárosi polgárság jelentős vagyont halmozott fel. A külföldi tőkések pedig a Magyarországra hozott áruk ellenében jó pénzt kaphattak. A külkereskedelem révén nőttek az állami vámbevételek, valamint a kereskedővárosokból származó adóbevételek is. Szerették volna elérni az ország pénzügyi egységét, de ez nem sikerült, az országban – más európai országokhoz hasonlóan – többféle külföldi pénz is kereskedelmi forgalomban maradt; az ország nyugati részein főleg az osztrák, Erdélyben a török pénzek.

## Igazságszolgáltatás

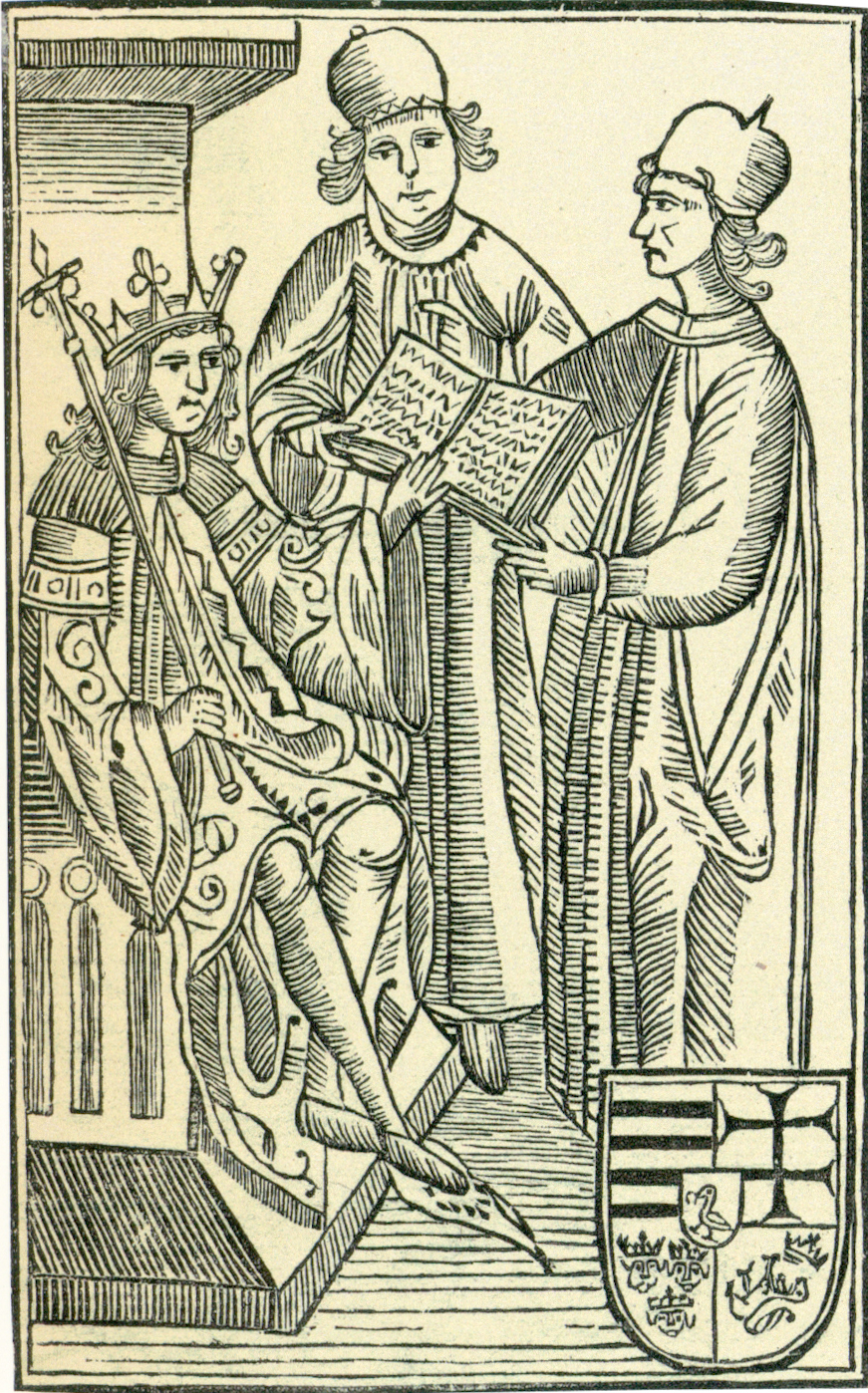
Mátyás király törvénykönyvének címlapja

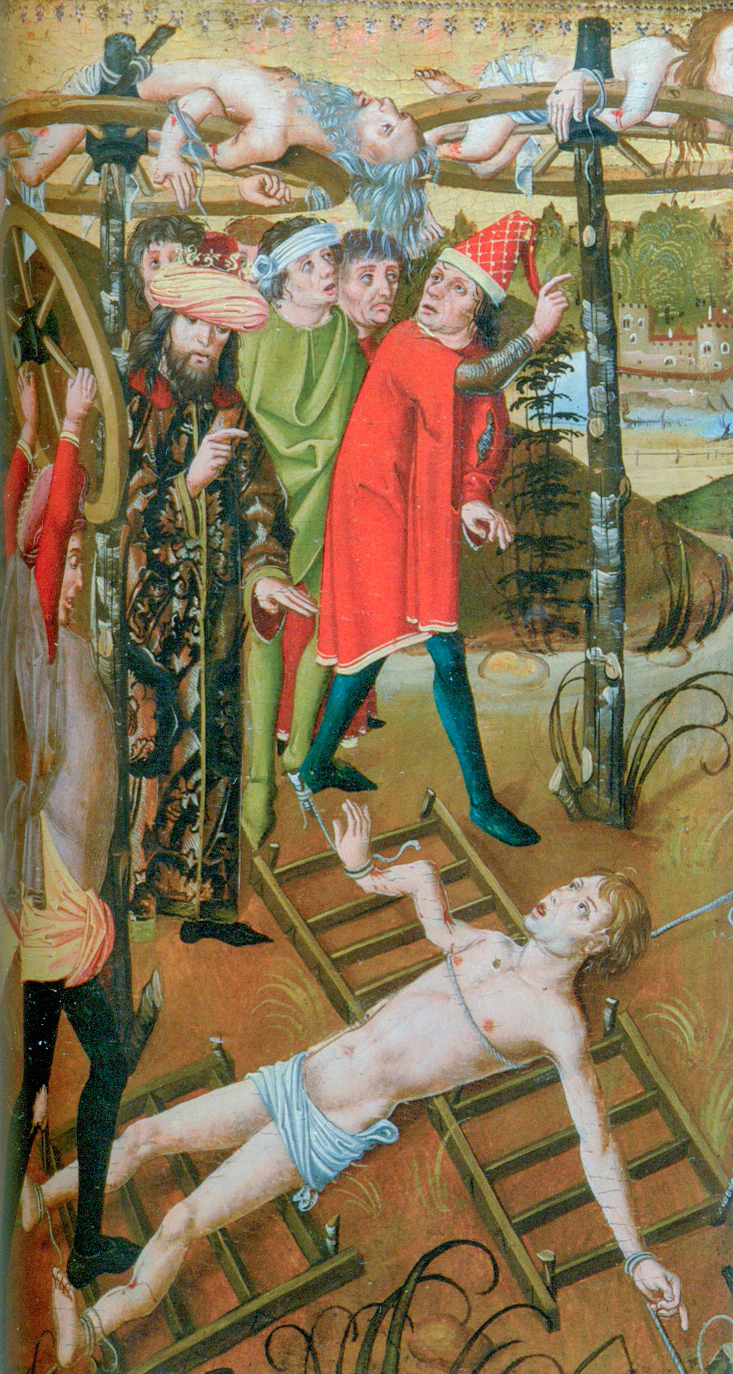
Kivégzés, 1490

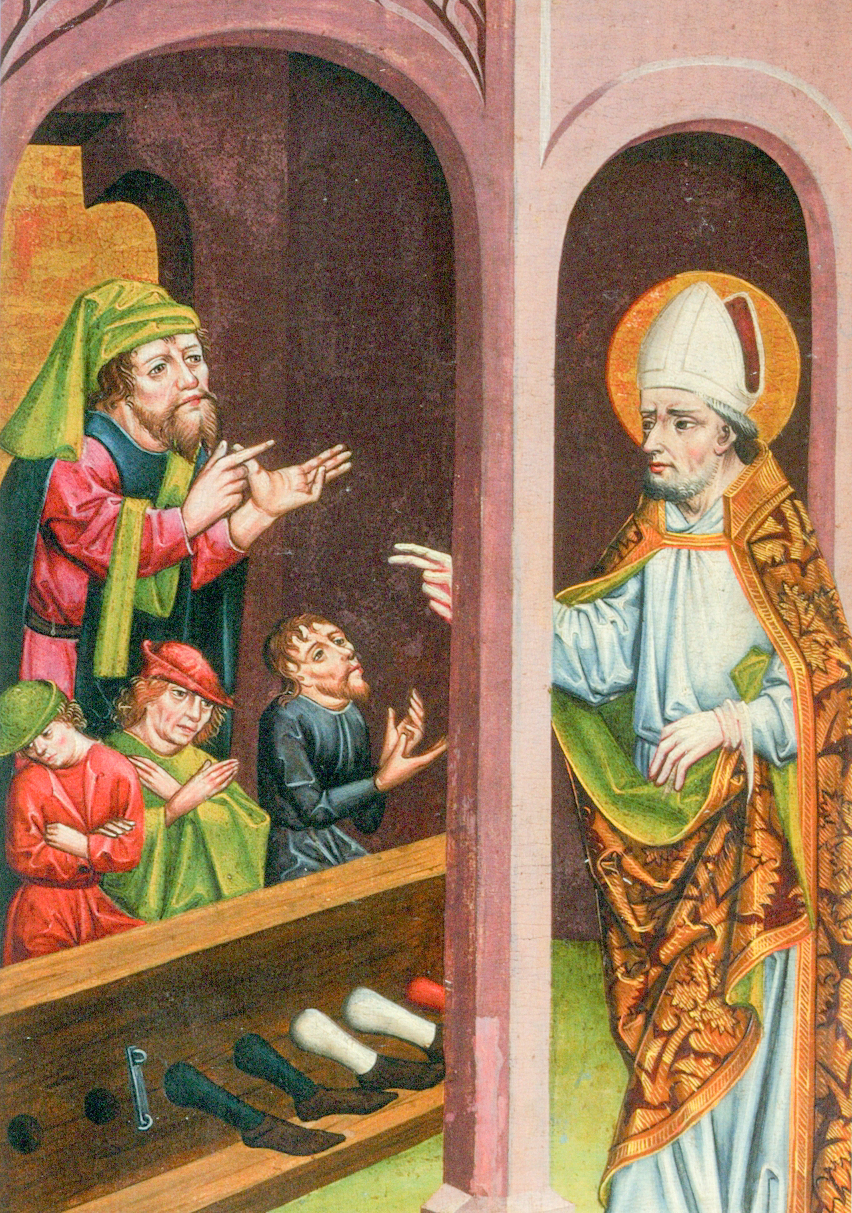
Bűnösök kalodában

A mindennapi élet jogi szabályozását elsősorban nem a törvények, hanem az íratlan szokásjog nyújtotta. Az országgyűlési határozatok, törvények csak lassan vagy egyáltalán nem jutottak érvényre a – területenként is különböző – joghagyomány ellenében. A 14. század második felétől a budai jog határozatait számos más településen átvették és használták is. Mátyás 1485-ben hozott törvényeibe ezért is együtt kerültek be elemek a régi szokásjogból és az új rendelkezésekből is. II. Ulászló magyar király megbízásából Werbőczy István foglalta elsőként írásba a szokásjogot Tripartitum néven.
A 15. században gyakori volt a pereskedés a hétköznapokban. Teljes jogképességük csak a nemeseknek volt. Jobbágyok esetében a földesúr, azaz az úriszék döntött. A városi polgárok esetében a település bírája volt a döntő fórum, az egyházi személyek esetében pedig az egyházi bíróságok.
Gyakran előfordult, hogy az idő előrehaladtával, az indulatok csökkenésével a felek a költséges s gyakran mindkét félre veszélyes, viszont általában nagyon lassan döntő bíróságok helyett köztiszteletben álló személyekhez fordultak egyfajta békéltető eljárás végett, és ekkor az ilyen „fogott bírák” döntöttek.
A nemesek számára vitás ügyeikben több fórum is rendelkezésükre állt: a nemesi vármegye bírósága, a nádor, a „különös jelenlét” bírósága (elvileg a kancellár, gyakorlatban a helyettese), a „királyi jelenlét” (országbíró) vagy a „személyes jelenlét” (maga a király) bírósága előtt. Mátyás ez utóbbi kettő összevonásával és királyi személyes jelenlét elnevezéssel a személynök vezetése alatt új központi kormányszervet hozott létre. A bírósági munka csak szakaszosan folyt.
A korszak egyik leggyakoribb bűnténye a hatalmaskodás volt, amikor a nemes urak földbirtokvitáik során egymás falvait támadták meg – mely támadásoknak elsősorban az ott élő jobbágyok látták a kárát. Gyakori volt ilyenkor a rablás, gyújtogatás, a nők elleni erőszak. Az ilyen viták kivizsgálása évekig tarthatott. Az „egyszerű” köztörvényes bűnözők – rablók, gyilkosok, tolvajok – ügyeit általában a helyi földesúr bírálhatta el, sokkal gyorsabban. Számos oklevél maradt fenn, amelyben a király jogot adott egy-egy nagyúrnak, hogy birtokán akasztófát és/vagy más kivégző- és kínzóeszközöket állíthasson fel a gonosztevők, gyújtogatók, méregkeverők, ráolvasók, boszorkányok, sírrablók megbüntetésére.
A birtokviták miatt számos esetben fordult elő az oklevelek hamisítása is, olykor tömeges méretekben, ami a történészek munkáját is megnehezíti. Ez a bűncselekmény – kitudódása esetén – mindig kivégzéssel járt. Szigorúan büntették a házasságtörést is, a férj ilyen esetben büntetlenül megölhette feleségét és a csábítót is.
A még el nem fogott bűnözők nevét a megyei közgyűlésen nyilvánosságra hozták, írásba foglalták, és fej- és jószágvesztésre ítélték őket. Bárhol tűntek is fel az ilyen emberek az országban, mindenkinek joga volt őket elfogni, megkínozni, kivégezni, vagyonukat elvehették, és emiatt senki nem vonhatta a végrehajtókat felelősségre. Számos város is pallosjogot kapott, ami rögtönítélő bíróságot is jelentett.

## Urbanizáció
A városi ház őse az országszerte épített „hosszúház” típusú falusi ház volt, amelynek fő jellegzetessége, hogy a szoba-konyha-kamra lakórész, valamint a gazdasági rész egy tető alatt, az utcára merőlegesen helyezkedett el, oromzatával az utca felé. Mellette húzódott a kocsibejáró a hátsó gazdasági traktushoz. Szélesebb telkeken előbb-utóbb két hosszúházat építettek egymással szemben, ezek fogták közre a kocsiutat. A kocsibejárót később beboltozták, és felette emeleti részt alakítottak ki. Budán az első emeletes kőházak a 13. században épültek. Később a gazdag polgári házak földszintjén az egykori lakóhelyiségekből bolt, műhely, raktár lett. Az emeleten díszes fogadóhelyiséget alakítottak ki, e mellé kerültek a lakóhelyiségek. A 14–15. században a leggazdagabb polgárok házai késő reneszánsz stílusú palotává alakultak, a középső udvart loggia szegélyezte.
Pierre Choque szerint Buda házait az ott lakó németek, firenzeiek, velenceiek itáliai stílusban építették. A budai polgárházak Mátyás korára mintául szolgáltak más magyarországi városok, így Kassa, Pozsony, Sopron, Lőcse, Besztercebánya, Selmecbánya, Bártfa, Eperjes, Pécs, Győr, Brassó, Nagyszeben, Beszterce építkezéseihez is.

## Az élet szakaszai
A modern történelmi kutatások is csak kevés adatot tudtak feltárni a 15. századi magyarok átlagéletkoráról. Ez nem lehetett több mint 45–50 év, de inkább kevesebb. Az oklevelekből kikövetkeztethető, hogy a nemesi családokban született fiúk fele meghalt a felnőttkor elérése előtt. A lányokról, illetve a jobbágycsaládokról nincs adat, de ők sem lehettek szerencsésebbek. A generációs korátlag 30–35 év körül mozgott. Az egyházi büntetésekről szóló feljegyzésekből derül ki, hogy az abortuszt ekkoriban is gyakorolták.
Azokban a nemesi családokban, ahol több fiúgyermek született, az egyik fiút gyakran egyházi pályára adták. Így nem osztódott tovább a birtok, és ha később mégis a kihalás fenyegette volna a családot, az illető fiú kiléphetett az egyházi kötelékből, és átvehette a családfői posztot.
Ebben a korban a gyerekekről nem tartották fontosnak feljegyezni, pontosan melyik nap jöttek a világra, legfeljebb a királyi családokban, ahol az utódlás kérdése fontos volt. Ha egy hivatalos ügyben szükségessé vált az életkor megbecsülése (leggyakrabban a nagykorúság megállapítása lehetett vitás), akkor a vizsgálat során meghallgatták a családtagokat, ismerősöket. Emellett „szemrevételezéssel” is elősegítették a döntést. Egy Cillei Ulrik bán elé került örökösödési ügyben ily módon állapították meg egy gyermeklányról, hogy „lélekre és látványra” tízéves körüli lehet. Az ilyen – a szellemi és testi fejlettséget megállapító – vizsgálat eredményéről úgynevezett „idő látott” okiratot állítottak ki. A lányokat már 12 évesen érettnek nyilvánították a házasságra, bár a fiatal asszonyok nagy része belehalt a gyerekszülésbe.
Magyarországon is szokás volt – hasonlóan Európa más országaihoz –, hogy a családfők főleg „birtokpolitikai” okokból úgy döntöttek, hogy gyermekeiknek már néhány éves korukban „lekötnek” egy menyasszonyt vagy vőlegényt. A válás ismeretlen, elfogadhatatlan volt, csak kivételes esetekben, súlyos formai okok miatt lehetett felbontatni a házasságot.
A névadás rendszere családonként különbözött, saját hagyományok szerint. A jobbágyok közül sokan a földesúr vagy felesége keresztnevét adták gyereküknek, más csecsemők a település védőszentjének a nevét kapták. A Hunyadi-családban azt a Havasalföldre jellemző gyakorlatot vitték tovább, hogy egy családban több fiúgyermek is kaphatott azonos keresztnevet. Volt, amikor a fiú a regnáló király nevét kapta. A kor legnépszerűbb keresztnevei az Imre, István, János, Pál, Péter és Miklós, valamint az Erzsébet, Mária és Katalin voltak.
A vezetéknevek használata is kezdett terjedni, kezdetben a nemesek körében, amikor latinul a birtok neve elé „de” előtagot tettek, és ezt az utókor már vezetéknévként értelmezi. A parasztoknál az apa nevét, egyes jellemző tulajdonságokat, a foglalkozást (vagy a felmenők foglalkozását) használták megkülönböztetésként.

### Betegségek, halál
A betegségről, halálról kevés adat maradt fenn: általában csak az uralkodók esetében próbálták meg rögzíteni a halál okát. Bizonyos források arra utalnak, hogy a parasztok és a vidéki kisnemesség magasabb kort éltek meg, mint a városi polgárok és a bárók. A hideg kőházak, a nagy lakomák, a testmozgás nélküli életmód nagy szerepet játszhatott ebben.
A 14–15. században Nyugat-Európában a legveszélyesebb betegség a pestis, a „fekete halál” volt. Nagy járványai Magyarországot is érintették, de itt aránylag kevésbé pusztítottak, mint a nagyobb népsűrűségű országokban. A csapás azonban itt is gyakori és súlyos volt, és gyakran összefüggött a háborúkkal, csatákkal, mint 1456-ban, amikor Nándorfehérvár sikeres védelme után Hunyadi János és Kapisztrán János is pestisben vesztette életét. Lőcsén 1453-ban, 1466-ban, 1482-ben és 1510-ben is feljegyezték a pestis támadását. 1440-ben Losonci Dezső erdélyi vajda arról írt levelet, hogy az erdélyi sókamaráknál a pestis miatt munkaerőhiány lépett fel. A halasi szék kun kapitányai a járvány miatt engedélyt kaptak Mátyás királytól arra, hogy betelepítéssel pótolják a lakosságot.
Népbetegségnek számított a köszvény az urak körében a húsközpontú táplálkozás, az állandó borfogyasztás és a hideg szobák miatt is. A paralízis, szembaj, fogfájás, felfúvódás, magas láz, fejfájás mellett a betegségekről szólva rákos daganatokat is említenek a források. 1500 körül szerepel Magyarországon a szifilisz is („francvar”).
Az orvoslás a népi hagyományokon és bizonyos szerzetesrendek gyakorlatán alapult. Csak néhány – Ferrarában vagy Bolognában végzett – orvos tevékenykedett az országban. A helyi borbélyok, gyógyszerészek, szerzetesek és zsidó orvosok látták el az olyan feladatokat, mint az érvágás, köpölyözés, foghúzás, sőt az amputáció. A szülést bábaasszonyok segítették. A hadjáratok során is a borbélyok igyekeztek a sebeket kezelni, de a katonák közül is sokaknak volt ebben gyakorlata.
A betegeket általában az otthonukban ápolták. Kórházak ekkoriban még nem léteztek, az egyes rendek által alapított ispotályok leginkább a leprás betegek elhelyezésére szolgáltak, és a szegényházakhoz hasonlítottak. A legtöbb ispotály egy teremből és egy kápolnából állt. Külön lakhattak esetleg azok, akik tudtak fizetni az ellátásért. A késő középkori Magyarországon 90 helységben összesen 120 ispotályról és leprásházról maradt fenn adat.
A halál közeledtét érezve a tehetősek igyekeztek végrendeletben meghatározni javaik későbbi felhasználását. A végrendelkezés szóban, tanúk előtt, vagy írásban is történhetett. A fennmaradt végrendeletek sok fontos információt tartalmaznak a kor mindennapi életéről, főleg a vagyonleltárokon keresztül. A tehetősebbek még a halotti torról is rendelkeztek, de voltak olyanok is, akik jótékony célokra, azaz egyházakra, tanulókra vagy szegényekre hagyták vagyonuk egy részét.
A temetkezés a nyugati kereszténység rítusainak megfelelő formákat követte. Az elhunytak döntő részét abban a helységben temették el a kánoni előírásoknak megfelelően, ahol a halál érte őket, de az előkelőbbek egy részének földi maradványait kívánságuknak megfelelően esetleg távoli szülőföldjükre szállították. Sajátos magyar szokásnak számított egy ló felvezetése a temetési menetben a koporsó előtt, majd átadása fogadalmi ajándékul az egyház részére. Ez a szokás minden bizonnyal az egykori lovas temetés hagyományaiból fakadt. A koporsót széles körben használták. Gyakran téglával vagy kővel bélelték ki a sírt. A temetőket elkülönítették a településtől, de olyan esetről is fennmaradt okleveles információ, miszerint a sírhantok között táncmulatságot szerveztek.

## Tanulás, művelődés
A köznép fiai ebben a korban túlnyomórészt még nem részesültek formális oktatásban. Kivételes esetekben az egyház támogatásával juthatott komolyabb iskolába egy-egy tehetséges ifjú. A tehetősebbek gyermekei leginkább káptalani, plébániai vagy városi iskolákban tanulhattak. A 15. század második felében már számos ilyen iskola működött. A színvonal már ekkor is elsősorban a tanárokon múlott. A legjobbak általában a káptalani iskolák voltak. Egyre nőtt azoknak a tanulóknak az aránya, akik ezekben az iskolákban nem egyházi pályára készültek. A káptalanok már – természetesen szerény méretű – önálló könyvtárral is rendelkeztek.
Az oktatás tárgya elsősorban az olvasás és az írás volt. A diákok megtanulták a naptárverseket is, amelyek segítségével ki lehetett számolni az ünnepek pontos napját. Naponta énekeltek, szinte kizárólag egyházi énekeket. A nyelvtanulás is korán kezdődött a latin nyelv alapjainak elsajátításával. Később logikát is tanultak, ez már az iskolák középső fokozata volt. A „felsősökkel” gyakran egyénileg foglalkoztak.
Az egyszerű emberek fiai felemelkedésének jellegzetes példája volt Szalkai László esztergomi érsek pályája. Egy mátészalkai foltozóvarga volt az apja, és ő eljutott a sárospataki városi iskolába. Fennmaradt az úgynevezett Szalkai-kódex, ami valójában az iskolai füzeteiből összefűzött könyv. A későbbi esztergomi érsek 14–16 éves korában már jól tudott latinul. Emellett az iskolában jogi alapfogalmakat, irodalmat és levélfogalmazást, csillagászatot, naptárszámítást, egészségügyi alapismereteket, zeneelméletet tanult. A végzős diákok számos helyen tudtak elhelyezkedni ilyen tudással.
A gazdag családok gyermekei házitanítótól, nevelőktől szerezték meg alaptudásukat, és a fegyverforgatást is külön mesterek oktatták számukra. 15–16 éves koruktól már a felső fokú tanulmányaikra is gondolhattak. Az előkelők igyekeztek minél jobb oktatásban részesíttetni fiaikat, ami ekkoriban általában külföldi egyetemet jelentett. Több kísérlet is történt a magyar felsőoktatás beindítására már a 14. században. Mátyás Pozsonyban próbálkozott egyetem alapításával, de az intézmény a korábbi pécsi és óbudai kezdeményekhez hasonlóan néhány év vagy évtized működés után elhalt. Ennek egyik fontos oka volt, hogy a külföldi egyetemek magasabb presztízse miatt a magyar nagyurak továbbra is a határon túlra, leginkább Bécsbe, Prágába vagy Krakkóba küldték tanulni fiaikat.
A kor műveltségi színvonaláról csak szórványos és ellentmondásos adatok maradtak fenn. Tény, hogy nemcsak számos egyházi méltóság, hanem főúr, köznemes, polgár is rendelkezett könyvekkel, amiket általában nagyra értékeltek. Ugyanakkor a kortársak feljegyeztek egy epizódot, miszerint amikor Báthori Miklós váci püspök Mátyás király előszobájában a kihallgatásra várva olvasott, emiatt a jelenlévő főurak durván kicsúfolták.

### Nyelvismeret
A korszak nemzetközi közvetítő nyelve, a latin egyben a magyarországi hivatalos írásbeliség nyelve is volt. A városokban a német nyelv is közhasználatban volt. Magyarul általában csak beszéltek. Néhány magyar szó, kifejezés időnként belekerült a latin nyelvű iratokba. Az első, egészében magyar nyelvű levelek a 15. századból maradtak fenn, de nagy ritkaságnak számítanak. Mátyás király latinul, németül, olaszul, csehül és valószínűleg román nyelven is beszélt. II. Lajosról fennmaradt, hogy a magyar mellett a latint, a csehet és a németet használta, és az olasz vulgáris nyelvet is ismerte.
A nagyurak, bárók nyelvtudásáról az utókor általában rossz véleményt alakított ki, de vannak ellenpéldák is. 1431-ben Milánóban feljegyezték, hogy a Zsigmond kíséretében lévő urak jól beszélnek latinul. Még a zsoldoskatonáknak is beszélniük kellett a korabeli „konyhalatint”.

## Otthon, lakás
Az építkezés fő anyaga a fa volt városon és falun egyaránt, emiatt gyakoriak voltak a tűzvészek, különösen a zsúfoltabb városokban. Budán és a többi városban azonban fokozatosan terjedtek a kőből épült házak is.
A 15. században nagy változások történtek a magyarországi otthonok berendezésében is. A korábban szinte egyetlen bútordarab, az ülésre és rakodásra egyaránt használt láda helyett megjelentek ruhás-, sőt könyvesszekrények is. Az asztal korábban leginkább bakokon fekvő deszkalap volt, amit használat után szétszedtek, de ekkoriban már állandó jellegű, kerek vagy szögletes asztalokat készítettek. Megjelentek a baldachinos ágyak, az egyre kényelmesebb ülőbútorok a polgári házakban is. 

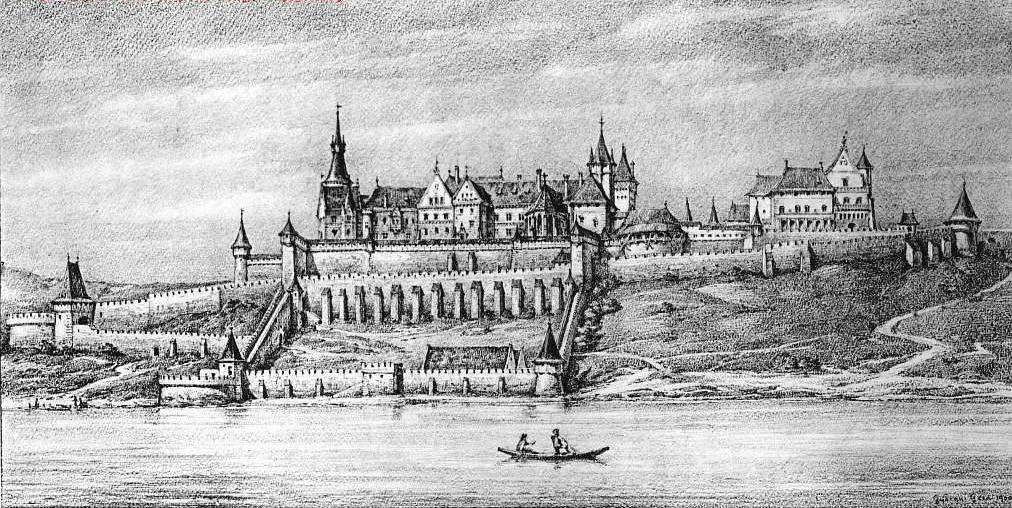
Mátyás budai vára Pest felől

A falakat továbbra is szőnyegek fedték, a döngölt padlózat helyett egyre gyakoribb volt a fával vagy kővel burkolt. Üveg még csak a leggazdagabbaknál jutott az ablakra, általában fatáblát, illetve nappal szárított marhabendőt használtak. A fűtés továbbra is nagy gond volt, a kőházakban a gazdagok sem tudták kifűteni az egész lakást, ezért télen általában kis helyre, a tűzhely közelébe húzódtak vissza.
A Zsigmond lengyel herceget néhány éven át szolgáló budai lakóhelye fennmaradt leírásából ismeretes az is, hogyan nézhetett ki egy korabeli magyar főnemes otthona. A lakás néhány szobából állt, amihez konyha, kamrák és a személyzet szobái tartoztak. A lakóhelyiségekben deszkapadló volt, a falakat pedig szőnyegek borították, amik otthonosabbá és melegebbé tették a szobákat. Az ablakokon papírhártya volt. A hálószobában fémtükör, az asztalon könyvek, íróeszközök és egy naptár feküdt. Az étkezésekhez aranyozott tálakat, ezüstedényeket, kristályserlegeket, üvegpoharakat használtak. Világítani gyertyákkal és fáklyákkal lehetett. A kandalló gyakran füstölt a szoba felé is. A személyzet és általában a szegényebbek fém- és fakancsókat használtak, szalmazsákon aludtak.
Ekkoriban már Magyarországon is nagy mennyiségben gyártották a gyakran ólommázzal kezelt sárga és vörös kerámiákat. Üvegedényeket egyelőre csak az arisztokrácia használt. Körükben gyakoriak voltak az ezüstedények – esetleg arannyal futtatva –, meg a fedeles serlegek is. A régészet által fellelt kések, kanalak és az ekkoriban újdonságnak számító villák anyaga és minősége hatalmas eltéréseket mutat.
A jobbágyok házai általában fából épültek, de például Csut faluban több kőház is állt. Az Alföldön cölöpökkel megerősített, tapasztott földfalakat építettek. A fal felső része nádból és vesszőből állhatott. A régészet feltárta gerendaházak, kő- és favázas pincék maradványait is. A leggyakoribbak a 9–21 méter hosszú és 4–6 méter széles háromosztatú házak voltak. A középső helyiség volt a konyha nyitott tűzhellyel, innen nyílt az utca felé a szoba, amiben nem volt külön kályha, a másik irányban pedig a kamra. A házhoz további gazdasági épületek, istállók csatlakozhattak. Az állatokat Magyarországon nem tartották egy fedél alatt a családdal, de előfordult, hogy egyes családtagok az istállóban aludtak.
A lakás berendezését ágyak, ládák, asztalok és székek tették ki, az ágyneműk, takarók és párnák már jómódot jeleztek. Az ásatások során olcsó kerámiák töredékei, valamint – általában ausztriai import – vasszerszámok, edények kerültek elő. Előfordult három generáció együttélése, de pár fős kis család is: átlagban – a sok gyerekkel együtt – nyolc körül volt az egy háztartásra jutó személyek száma.

### Higiénia
A tisztálkodáshoz a módosabbak is leginkább csak mosdótálat, kancsót használtak, ritkábban fürdődézsát. Szappant házilag, étkezésre nem alkalmas hulladékzsírból főztek. A vizet ásott kutakból és forrásokból, folyókból és patakokból hordták. A nagyobb településeken ciszternákat is építettek. Budán a Duna vizét szivattyúval nyomták fel a várba. A Sváb-hegy oldalában kiépített kutakból égetett agyagból és fából készült vezetéken vezettek vizet a piactérre, a városi kúthoz. A rossz minőségű víz miatt is az emberek – ha tehették – inkább gyenge bort fogyasztottak. A szemét kezelése a városokban sok gondot okozott. Már ekkoriban is alkalmaztak szemétgyűjtő munkásokat, és lerakóhelyeket jelöltek ki.

## Öltözködés
Nyugat-Európától eltérően Magyarországon nem léteztek szigorú öltözködési rendelkezések, csak a zsidók és a prostituáltak öltözködésére vonatkoztak szabályok. Ezenkívül egy törvény szerint rézsarkantyút csak azok használhattak, akiket a király lovaggá ütött, vagy a délvidéken katonai szolgálatot láttak el; valamint egy másik törvény szerint díszes rojtot a ruhájukon csak a nemesek viselhettek.
A korabeli magyarországi női öltözet két alapdarabja az ing – ami egyben alsóneműként is szolgált –, valamint a szoknya vagy rokolya, illetve bő ujjú ruha volt. A felsőrészt a nyak körül kivágták, az ingvállat gyöngyökkel és hímzésekkel díszítették. Az időjárás függvényében palástot vagy női subát is hordtak. A palást aljára a gazdagok prémet varrattak. A hajat fátyol vagy főkötő takarta el, fedetlen fejjel csak a hajadonok járhattak. A ruhák anyaga, minősége képet adott viselője társadalmi helyzetéről. Csak a tehetősek engedhették meg a selymet, a brokátot, csipkét. A polgárasszonyok zártabb nyakú ruhákat hordtak, mint a nemes lányok és asszonyok. A korszakra jellemző a csípőn hordott pártaöv, esetleg arannyal, ezüsttel díszítve. A gombok és csatok is a kor jellegzetes ruhadíszei voltak. Az ékszerek közül a legnépszerűbbek a nyakláncok, gyűrűk és násfák – azaz drágaköves arany függő ékszerek – voltak.
A férfiviselet alapdarabjának az ing és a nadrág számított. Estei Hippolit feljegyzése szerint a magyar ing igen hosszú és nyakánál ráncolt, az ujja végénél, a nyaknál és a mellrésznél hímzett volt. Felsőrészként az ingre dolmányt vettek, efelett mentét vagy subát, esetenként köntöst, fejfedőként pedig süveget viseltek. A nadrág lehetett színes, a térdig érő dolmányt varrhatták posztóból, de akár selyemből vagy bársonyból is, és prémmel is díszíthették. A mentét a vállukra vetve hordták az előkelők. Subát – azaz prémmel bélelt, a nyakánál zárt, gombos, hosszú köpenyt – hidegben mindenki viselt. A prém lehetett bárány, nyest vagy akár coboly, hermelin is. A süvegek, kalapok hímzettek, prémmel, gyönggyel, forgóval, tollakkal díszítettek is lehettek. Ekkoriban jelentek meg török hatásra a csizmák. A férfiak hosszú hajat, szakállt, bajuszt viseltek. A férfiviselethez ugyanúgy hozzátartoztak az ékszerek, mint a hölgyekéhez. A magyar urak öltözéke leginkább abban tért el a kor nyugat-európai divatjától, hogy a férfiak hosszú ruhába öltöztek, nem szerették a rövidre szabottakat.
A parasztok ruházata általában szürke posztó harisnyanadrágból, szürke posztó hosszú ingből és tunikából állt. A latin nyelvű források kalapot (pileus) és egy pallium nevű hosszú felsőruhát is említenek. Nem volt jelentős különbség a tehetősebb parasztok és kisnemesek, polgárok ruházata között. A gazdag parasztok a külföldi posztó mellett birka- és rókaprémet is felhasználtak öltözetükhöz. A nők inget, szoknyát, fejkendőt viseltek, a gazdagabbak csipkével díszítették öltözetüket. További díszként szolgált az – akár gyöngyökkel kivarrt – párta, valamint az ahhoz hasonló mintázatú öv. A legtöbb embernek két viselete volt: egy ünnepi és egy hétköznapi.

## Ételek, italok

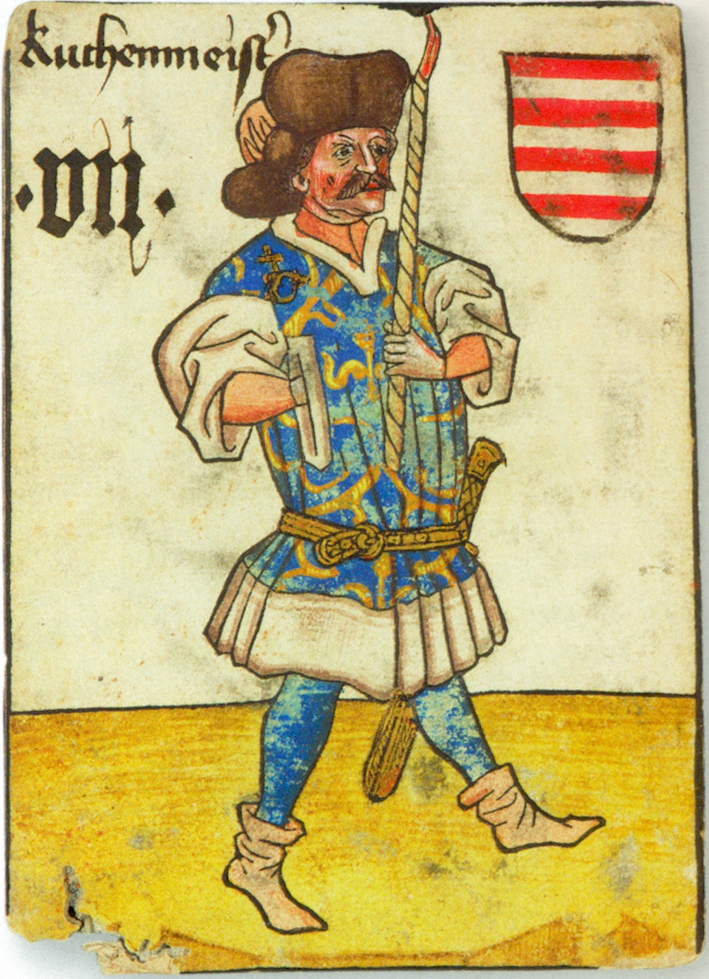
Magyar szakács ábrázolása a bécsi udvari kártya „magyar színű” lapján

A 15. századi Magyarországon a latin nyelvű források szerint két főétkezés volt naponta, az egyik késő délelőtt (prandium), a másik este (cena). A tehetősek leginkább marhahúst, kenyeret és bort, illetve pénteken és szombaton halat és rákot ettek. Gyakran fogyasztottak káposztát, borsót, lencsét, tojást. Vajat és olajat egyaránt használtak. A fűszerek közül a hagyma, a sáfrány, a bors és a torma voltak ismertek és népszerűek. Édesítéshez mézet használtak.
Galeotto Marzio beszámolója szerint a magyarok négyszögletű asztalok mellett ettek, és minden ételt különböző mártásban tálaltak. A gazdagok változatos húsokat fogyasztottak: liba, kacsa, kappan, fácán, fogoly, seregély, borjú-, bárány-, gödölye-, disznó- és vaddisznóhús, mindenféle hal egyaránt került az asztalra. Mindenki egy tálból szedett magának kézzel, csak kést és kanalat használtak, a villa még nem terjedt el. Kenyeret mindenhez fogyasztottak. A külföldiek szerint a magyaros ételekben rengeteg volt a fűszer: a bors, a gyömbér, a köménymag, a rozmaring, a sáfrány, a szerecsendió virága, a tárkony és az illatos zöld füvek, valamint a fokhagyma, a vöröshagyma és az alma is.
A korpás lisztből, rozsból, árpából vagy tiszta búzalisztből sütött kenyér a lakosság fő étele volt, ha egyáltalán volt mit enniük – a kenyér a minimális jólét jelképe volt. Budán már megjelent olasz hatásra a zsömle is.
A nagyurak, bárók étkezésére példa az a fennmaradt lista, amely Szapolyai János erdélyi vajda brassói vendéglátásáról maradt fenn a városi tanács iratai között. Eszerint egy böjti napi (pénteki) prandium elkészítéséhez sózott pontyot és vizát, árpakenyeret, zsemlét, kölest, mazsolát, kökényt, mézet, olíva- és lenolajat, tojásokat, vajat, káposztát vásároltak. A másnapi lista már bőségesebb volt: ezen marhahús, a kocsonyához disznóláb, -fej és -nyelv, őz, nyúl, fogoly, borjú, ürü, juh, túzok, lúd, tyúk, mazsola, vaj, árpakenyér, illetve fűszerként sáfrány, bors, gyömbér és szegfűszeg szerepelt.

### Bor
A 15. században a legjelentősebb magyar borvidéknek a szerémségi számított. A Dél-Dunántúlon, Somogyban és Tolna megyében is termeltek bort. A tokaji borvidék csak kicsit később, a 15. század vége felé kapta meg nemzetközi hírnevét, és lett a Lengyelország felé irányuló borexport központja.
Oláh Miklós feljegyzései szerint „A borok közül jobb és nemesebb elsősorban az, amelyik Szerémségben, másodsorban amelyik Somogy, Baranya, Pozsony, Sopron, Eger, Borsod, Újvár, Veszprém, Zala vármegyékben, végül amelyik Erdélyben és Szlavóniában terem.” Somogy vármegye 1498-ban szőlőt ábrázoló címert kapott II. Ulászló magyar királytól. A régészet eredményei valószínűsítik, hogy az egyik korabeli borfajtánk a furmint lehetett. Ez az elnevezés vallon eredetű, és Rajna-vidéki eredetre utal, később a Szerémségből került Tokajba az odatelepülő vallonokkal. A 15. században Pozsonyban traminit is fogyasztottak. A vörösbor ekkoriban még kevésbé volt ismert és népszerű. Egy utalás szerint 1456-ban Pozsony környékén termeltek „pozsonyi pirosat”, amiből 1487-ben Estei Hippolit esztergomi érsek küldött egy hordóval Beatrix királynénak. 1489-ben Mátyás esztergomi látogatásakor az érsek szerémségi, hejcei, szentannai és ostorosi borokat szolgáltatott fel.

### Sör
A sörök között ismert volt a méhser (méz és víz alkoholos erjedéke), és a márc (az említett keveréket még szőlőtörkölyre öntötték). Sört árpából, illetve a kunok kölesből („boza”) is készítettek. A „márciusi sört” márciusban főzték erősre, hogy nyárig eltartson. 1464-ben, Mátyás török elleni hadjáratára ebből szállítottak jelentős mennyiséget. A Felvidéken világos és barna sört is főztek. A külföldi söröket is kedvelték a nagyurak, 1522-ben Báthori István nádor Prágából rendelt „prágai fehér sört”. 1525-ben Gallinczer Lénárd budai kereskedő egyszerű árpasört („zalad”) és mézzel édesített árpasört („dulce”) főzött. A 16. század elején az árpasörök valószínűleg sötét színűek voltak.

### Égetett szesz
A korabeli magyar szeszfőzésről alig maradt fenn adat. Az égetett szeszek gabonából vagy borból készültek. Bártfán már 1438-ban feljegyzik az iparszerű szeszlepárlást, és a következő évben Pozsonyban is élvezeti cikként említik a desztillált alkoholt. 1459-ben a felvidéki szeszfőzők éhínséget idéztek elő a gabona felvásárlásával; emiatt Mátyás is elítéli azokat a nyerészkedőket, akik szeszt főznek a kenyérsütésre, sörfőzésre és takarmánynak való gabonából. A szeszlepárlás viszonylagos elterjedtségére utal, hogy a 16. században már a Boregethew (Borégető) vezetéknév is gyakori, de a tömény italok fogyasztása a Felvidéken és Erdélyben volt igazán jellemző. A 15. századból nem ismerjük az égetett szesz magyar elnevezéseit, de feltételezhető, hogy ekkor már megjelent az égettbor szavunk. A gyümölcspálinkát, illetve a „pálinka” elnevezést egészen a 17. századig nem említik Magyarországon.

## Szórakozás

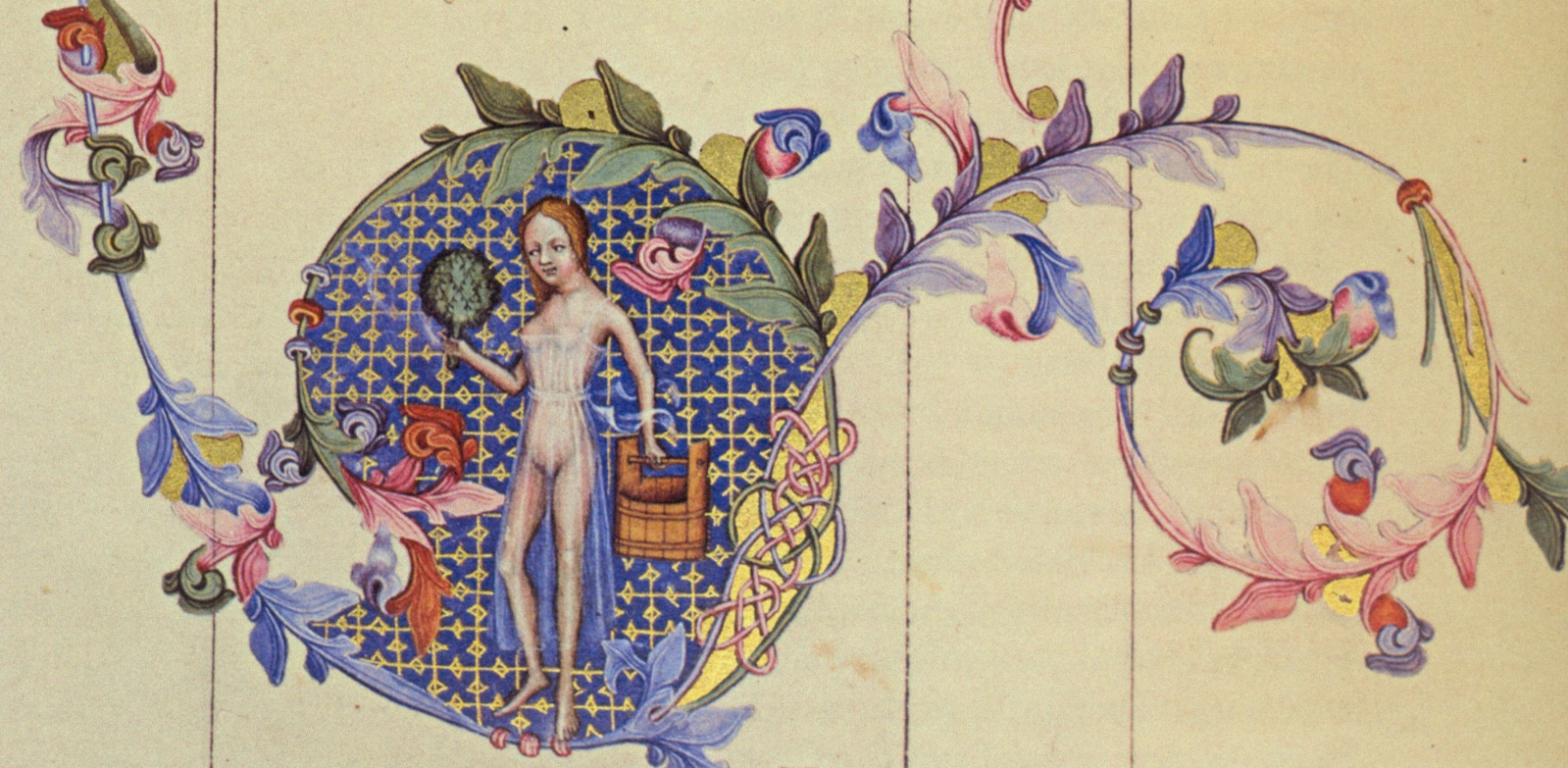
„Fürdőszolga” ábrázolása egy IV. Vencel cseh király számára készült Bibliában

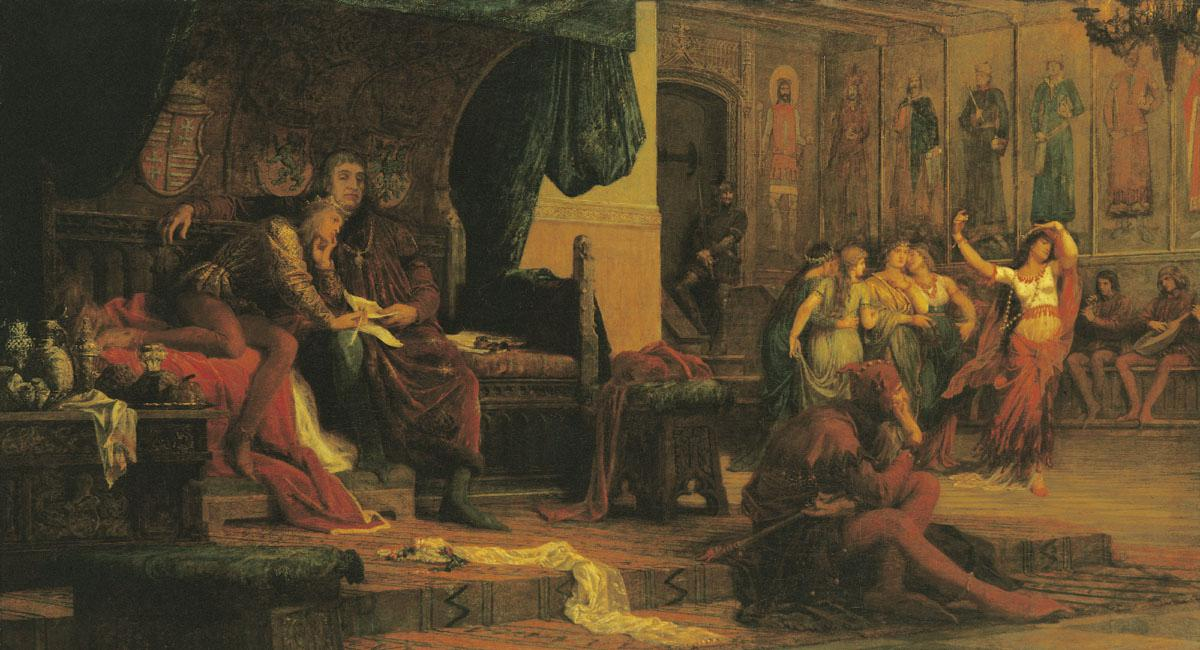
Táncosnők V. László udvarában Székely Bertalan romantikus festményén

Magyarországon ebben a korban a kártyajáték már igen népszerű játék volt. Emellett kockajátékkal és malomjátékkal is múlatták az időt. A sakkot is ismerték, a visegrádi, diósgyőri, nagyvázsonyi és pozsonyi ásatások során egyaránt találtak sakkfigurákat. Gyakorolták a tekejátékot is. Gyermeksírokból kerültek elő korabeli gyermekjátékok: üveg- és kőgolyók, csörgők, esztergált kőfigurák.
A budavári ásatásokon Mátyás-kori, zsetonhoz hasonló csontlapokat is találtak, amiket talán társasjátékokban használtak. Agyagból, illetve nemesebb anyagból készült lovagfigurákat is találtak, amelyekkel lovagi játékokat lehetett imitálni. Az igazi lovagi tornák a felnőttek számára is látványos szórakozást jelentettek. Rendeztek lóversenyeket és birkózóviadalokat is, de csak nagyurak eseti szórakozásaként.
Fontos szórakozási forma volt a vadászat, amely hozzátartozott a férfiak harcra való felkészüléséhez is. Ekkoriban még általában szabad volt a vadászat a köznép számára is, és a lakosság nagy része a gazdag vadállományból egészítette ki táplálkozását. Sokféle kézifegyver mellett hálóval, csapdával, sólymokkal is vadásztak. Széles körben űzték a halászatot is, amelyből a legfontosabb a vizahalászat volt.
Ebben a korban már sok hőforrást ismertek az ország területén, amelyek körül gyakran alakítottak ki fürdési lehetőséget. A földbirtokosok igyekeztek kisajátítani maguknak az ilyen helyeket, de azért általában a lakosságnak is volt módja a szabad ég alatti fürdőzésre. A társadalmi együttlét ilyen formáit az egyház nem nézte jó szemmel, és helyenként tiltotta is, másutt viszont olyan adatok maradtak fenn, miszerint a városi tanács kötelezte a fürdőtulajdonost, hogy évi egy alkalommal ingyen nyújtson alkalmat a szegényeknek a fürdőzésre.
Kedvelt szórakozás volt a táncmulatság is, sokféle magyar és külföldi táncot jártak az udvari mulatságok során. A zene a tánctól függetlenül is nagy szerepet játszott az udvarban, Mátyás több levele fennmaradt, amelyben külföldi uralkodókat kért arra, hogy küldjenek Budára zenészeket. Az urak maguk is szívesen énekeltek a terített asztalnál, Galeotto Marzio szerint leginkább a régi magyarok hősiességéről adtak elő dalokat magyarul, lantkísérettel. Állandó színház még nem volt, de az udvarban időnként rendeztek színielőadásokat.

### Prostitúció
A prostitúció ebben a korban is a mindennapi élet része volt a magyarországi városokban, csakúgy, mint külföldön. Ebben „példát mutatott” a társadalmi elit. I. Albert és V. László udvarában mindennapos volt a meghívott „ledér hölgyek” részvétele a rendezvényeken. Minden olyan nagyobb társadalmi eseményen, ahol sok férfi gyűlt össze, nagy számban jelentek meg az ilyen lányok. Az 1414-es konstanzi zsinaton a feljegyzések szerint legalább 1500-ra volt tehető a számuk. A nagyobb bordélyházak gyakran a városi tanácsok felügyelete alatt álltak.